# واترتاون (آلبوم فرانک سیناترا)
واترتاون (انگلیسی: Watertown) آلبومی با صدای فرانک سیناترا است که در سال ۱۹۷۰ منتشر شد.